# Миліца Хребелянович
Миліца Сербська, Преподобна Євгенія (серб. Милица Српски, Преподобна Евгенија; бл. 1335 — 11 листопада 1405) — сербська православна свята, дружина сербського князя Лазаря Хребеляновича Миліца Хребелянович, яка після його смерті стала регенткою при його старшому сині Стефані, а згодом прийняла чернецтво.

## Життєпис
Походить з династії князів Неманичів. Її батько — правнук Вукана князь Вратко, відомий як Юг-Богдан. Точна дата народження невідома, орієнтовно близько 1335 року. З 1353 одружена з Лазарем Хребеляновичем, який після смерті царя Стефана Уроша став князем Рашки.
У князя Лазаря і княгині Миліци було вісім дітей: троє синів (Добривой, помер при народженні, Стефан і Вук) і п'ять дочок (Єлена, Мара, Драгана, Теодора і Олівера). Мара була видана за Вука Бранковича, Єлена — за Джурджа II Балшича, Драгана — за болгарського царя Івана Шишмана, Теодора — за бана Ніколу II Горянського, а наймолодша, Олівера — за турецького султана Баязіда I.

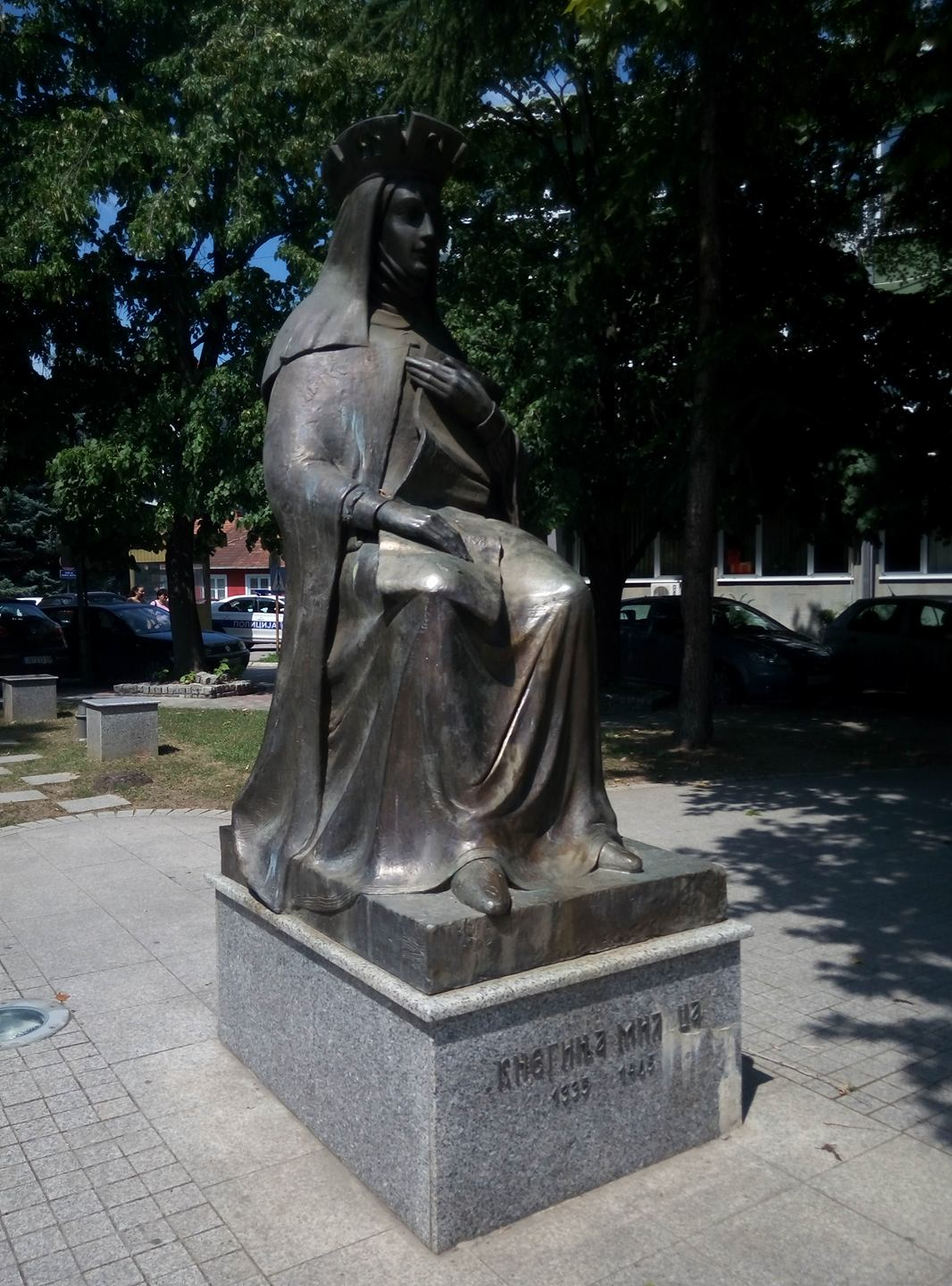
Пам'ятник Миліці Хребелянович в Ягодині

Після загибелі у битві на Косовому полі у 1389 році князя Лазаря, княгиня Миліца здійснювала регентство над Сербією через малолітство її синів. Після повноліття Стефана і сходження його на князівство Миліца прийняла чернецтво в заснованому нею ж монастирі Любостиня. У ньому постриглася в черниці і отримала ім'я Євгенія. У 1398 році княгиня Миліца (в статусі черниці Євгенії) разом з близькою подругою Оленою (у чернецтві — Євфимія), вдовою деспота Углеше Мрнявчевича, вирушила до султана Баязіда з проханням дозволити перенести мощі преподобної Параскеви Сербської з Валахії в Сербію. Завдяки підтримці дружини султана, молодшої дочки Миліци Олівери мощі преподобної Параскеви були перенесені в Белград. Миліца займалася письменництвом. Відомі її твори «Молитва матері» (серб. Молитва матере) і «Вдівству моєму наречений» (серб. Удовству мојему женик). Вважається, що її літературний дар успадкували її дочка Єлена Балшич і син Стефан. Перед смертю княгиня прийняла схиму з ім'ям Єфросинія. Померла 11 листопада 1405 року і була похована в монастирі.

## Вшанування пам'яті
Сербська православна церква канонізувала Миліцу Сербську. Пам'ять відбувається 19 липня (1 серпня) і 30 серпня (12 вересня).
Белградським «Альфа-Центром людства, культури та православ'я» заснована премія Княгині Миліци, яка присуджується за внесок у сербську літературу, культуру, розвиток духовності, гуманізм та збереження православних традицій.
У Новому Белграді, районі Белграда, ім'ям Княгині Миліци названо початкову (основну) школу.